# Sabine Weyand

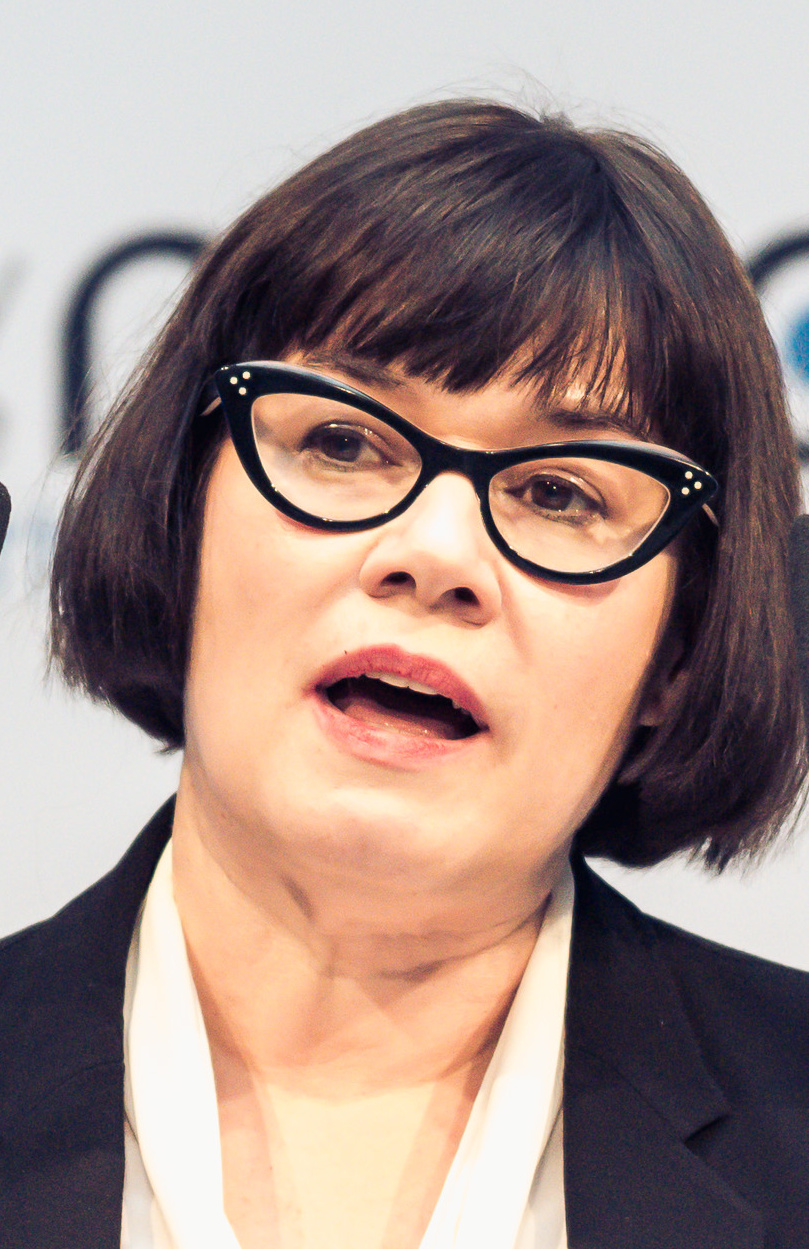
Weyand (2019)

Sabine Weyand (1964) is een Duitse politicologe die als onderhandelaar in dienst is van de Europese Unie. Ze was mede-onderhandelaar voor de TTIP en de CETA handelsakkoorden en is EU-onderhandelaar voor de brexit. EU-hoofdonderhandelaar voor de brexit is Michel Barnier. Politico omschreef haar in 2016 als een van de tien machtigste vrouwen van Europa.

## Biografie[3]
Sabine Weyand studeerde aan de universiteit van Freiburg.